# Kaligondo
Kaligondo is een bestuurslaag in het regentschap Banyuwangi van de provincie Oost-Java, Indonesië. Kaligondo telt 12.258 inwoners (volkstelling 2010).